# 에베르하르투스 3세
에버하르트 3세(885년/895년경 ~ 939년 10월 2일)는 동프랑크 왕국의 귀족으로 콘라디안 왕조 출신이다.
동프랑크의 왕으로 선출된 형 콘라두스 1세를 대신하여 프랑코니아(현, 프랑켄)를 다스리다가 918년 12월 그의 형 콘라두스 1세의 뒤를 이어 프랑코니아 공작이었다. 926년 하인리히 1세에 의해 로타링기아 섭정으로 임명되어 928년까지 통치하였다.
츠벤티볼트와 게르하르트의 과부 작센의 오다와 혼인하여 경쟁자인 작센족 하인리히 1세, 오토 1세의 인척이 되었으나 암암리에 갈등하였다. 939년 탕크마르의 반란에 가담했다가 6촌인 네우스트리아의 우도에게 살해되었다.

## 생애
에베르하르트는 프랑코니아 공작 콘라트와 황제 아르눌프 폰 케른텐의 딸인 글리스무트(Glismut, 924년 사망)의 아들로 콘라두스 1세의 친동생 혹은 형이었으며, 통설에는 에베르하르트가 콘라두스의 동생으로 인정된다. 또한 그의 숙부뻘 되는 네우스트리아의 베렝가리우스는 아르눌프의 정실부인 오타의 친정아버지로, 외삼촌뻘인 유아왕 루트비히는 부계로는 당고모의 아들인 6촌동생에 해당된다.
프랑코니아와 랑가우(Lahngau)의 콘라디안 가문은 카롤링거 왕조의 충성스러운 지지자였다. 동시에 그의 집안은 밤베르크 성(Bamberg Castle)의 바벤베르크 공작 헨리쿠스 프랑코니안시스의 아들들과 프랑코니아에서 우위를 차지하기 위해 치열하게 경쟁하였다.
897년부터 콘라두스의 가문과 바벤베르크 가문은 프랑코니아의 패권을 놓고 다투었다. 902년 콘라트의 삼촌 에베르하르트가 바벤베르크와 싸우다가 전사했고, 906년 아버지 콘라트는 바벤베르크 가문의 삼형제와 싸우다가 살해되었다.
906년에 두 집안은 프리츨라르 근처에서 프랑켄 일대의 주도권을 놓고 서로 싸웠다. 이때 에베르하르트의 아버지 콘라트는 바벤베르크 가문 삼형제와의 싸움 도중 살해되었다. 바벤베르크 가문과의 불화가 계속되자 유아왕 루트비히는 콘라디안 가문의 편을 들었고, 그의 형제 젊은 콘라두스는 전 프랑코니아의 확실한 통치자가 되었다.
911년 로타링기아 공작 게르하르트가 바이에른과의 전투에서 전사하자, 그의 미망인이자 작센 공작 걸출공 오토의 딸인 오다와 결혼하였다. 오다는 그의 이복 외숙부인 츠벤티볼트의 미망인이었다.둘 사이에는 잉겔트루드라는 딸이 태어났고, 디종 백작 로베르투스에게 시집갔다.
911년 유아왕 루트비히가 자녀를 남기지 못하고 사망하자 작센, 프랑코니아, 슈바비아, 바이에른의 제후, 귀족들은 츠벤티볼트의 어린 아들들을 제치고 동프랑크의 왕으로 그의 형제 젊은 콘라드를 선출하였다. 일부 귀족들은 서프랑크의 샤를 3세 생쁠을 지지하여 콘라두스의 지위는 위태로웠다. 에베르하르트는 콘라트로부터 프랑코니아의 섭정으로 통치를 위임받았다. 그의 형제의 통치 하에 913년 에베르하르트는 프랑코니안 헤센가우(Hessengau) 백작과 파르스가우(Persgau) 백작이 되고, 913년부터 928년까지는 상부 랑가우(Upper Lahngau) 백작으로 나타났다.
그는 콘라트의 이붓아들이기도 한 바이에른의 아르눌프 공작, 처남이기도 한 작센의 하인리히(새사냥꾼 하인리히)에 맞서 형제를 지원하였다. 914년 그는 하인리히가 부르크하르트(Burchard) 공작의 튀링겐 땅을 정복하는 것을 목격해야 했다.
그에게 힘이 없다고 본 젊은 콘라두스 왕은자신의 임종을 예상, 귀족들을 소집하였다. 이때 작센의 하인리히는 오지 않았다. 918년 12월 콘라두스 1세는 포르크하임(Forchheim)에서 부상 후유증으로 사망하면서 에베르하르트에게 왕위계승은 단념하고 작센의 하인리히에게 넘기라고 하였다.
콘라드는 후임자를 선출하기 위해 독일의 귀족들을 소집했다. 코르베이의 비두킨드에 의하면 콘라트는 그에게 독일의 왕관에 대한 야망을 포기하라고 설득했다 한다.
귀족들은 선거에서 그의 전 라이벌을 선택, 공작 하인리히 1세를 선출했다.
에베르하르트는 콘라트의 유언에 의해 919년 5월 프리츨라르에서 개최된 제국 의회(Imperial Diet)에서 하인리히에게 왕실 휘장을 직접 넘겨 주도록 지명되었다. 콘라트는 이것이 작센과 프랑크인 사이의 오랜 불화를 끝내는 유일한 방법이라고 생각하였다. 그리고 독일의 부족공국 에 근거하여 제국이 더 작은 주들로 해체되는 것을 막기 위한 방법으로 생각했다.
에베르하르트는 그의 형제를 프랑코 니아 공작으로 계승했으며 새로운 왕 하인리히 1세의 충성스러운 지지자로 남았다. 헨리가 문제가 많고 불안한 로타 링기아 공국을 다시 정복한 후 926년에는 그에게 섭 정직을 수여 하였다. 928년 하인리히 왕은 로타르 1세와 대머리 카를의 외손이자, 그의 딸 게르베르가의 남편인 자신의 사위 기셀베르트를 임명했다.
그러나 하인리히의 죽음 이후, 에버하르트는 왕권 강화를 목표로 한 하인리히의 아들이자 후계자 오토 1세와 곧 갈등하였다. 937년 프랑코니아 공작은 프랑코니아와 작센 국경 근처에 있는 페케르스하임 근처 에 있는 헤르메른(Helmern) 성을 점령했으며 작센 족이 아닌 사람에게 충성을 맹세하기를 거부한 작센인 귀족의 성이었다. 그는 헬머른을 빼앗아 다른 작센 족 출신 부르그레베(burgrave)에게 맡겼다.
오토 왕은 그를 반대파로 규정, 관련자들을 마그데부르크 에 있는 왕실 법원에 불렀는데, 그곳에서 에버하르트는 벌금을 내라는 명령을 받았으며 그의 가신들은 특히 불명예스러운 형벌로 죽은 개를 공개적으로 운반하라는 선고를 받았다. 격분한 에베르하르트는 오토 1세의 반대편에 합류하여 938년 오토 1세의 이복형 탕크마르와. 아르눌프 공작의 아들인 새로운 바이에른 공작 에베르하르트 바바리아이와 함께 반란을 일으켰다. 그러나 반란은 곧 진압되었다. 탕크마르는 에레스부르크 성에서 암살되었고, 바이에른의 에베르하르트는 그의 삼촌 베르크톨드(Berthold) 가 공작 (938-945 통치)으로 대체되었다.
938년 팔라틴 백작에 임명되었다.
938년 가을 에버하르트는 다시 로타링기아 공작 기셀베르트, 마인츠 대주교 프레드리히, 그리고 오토의 동생 하인리히와 새로운 봉기에 가담하였다. 오토의 동생. 그들의 연합군은 오토의 통치에 심각한 위협을가했다. 그럼에도 불구하고 939년 10월 2일, 반군은 마침내 안더나흐 전투에서 패배했다. 프랑코니아의 에베르하르트는 그의 콘라디안 가문 친척인 베테르 백작 오토에 의해 살해되었다. 그 후 프랑켄 공국은 압수되었고, 그의 영토와 지위는 한때 콘라트 적왕에게로 넘어갔다가 1039년에 해산될 때까지 제국의 직접적인 소유로 남아있었다.

## 참고 자료
- Gerd Althoff: Die Ottonen. Königsherrschaft ohne Staat. 2., erw. Auflage. Kohlhammer, Stuttgart u. a. 2005, ISBN 3-17-018597-7.
- Helmut Beumann: Die Ottonen. 5. Aufl. Kohlhammer, Stuttgart u. a. 2000, ISBN 3-17-016473-2.
- Hagen Keller: Die Ottonen. Beck, München 2001, ISBN 3-406-44746-5.
- Ernst Ludwig Dümmler: Eberhard von Franken. In: Allgemeine Deutsche Biographie (ADB). Band 5, Duncker & Humblot, Leipzig 1877, S. 545–547.
- Hans Jürgen Rieckenberg: Eberhard (Franken). In: Neue Deutsche Biographie (NDB). Band 4, Duncker & Humblot, Berlin 1959, ISBN 3-428-00185-0, S. 227 f. (Digitalisat).
- Ernst Karpf: Eberhard, Herzog von Franken. In: Lexikon des Mittelalters (LexMA). Band 3, Artemis & Winkler, München/Zürich 1986, ISBN 3-7608-8903-4, Sp. 1512.